# Stefan Förster (Boxer)
Stefan Förster (* 17. Oktober 1950 in Chemnitz) ist ein ehemaliger deutscher Boxer. Er wurde unter anderem achtfacher DDR-Meister (1971–1978) und zweifacher Europameister (1973, 1977), zudem gewann er eine WM-Bronzemedaille (1978) und war Teilnehmer der Olympischen Sommerspiele 1972 in München und 1976 Montreal.

## Werdegang
Förster trainierte beim SC Karl-Marx-Stadt und ab 1974 bei der SG Wismut Gera. Er wurde 1971, 1972, 1976, 1977 und 1978 jeweils DDR-Meister im Bantamgewicht, sowie 1973, 1974 und 1975 DDR-Meister im Federgewicht.
Bei der Europameisterschaft 1971 in Madrid unterlag er im Achtelfinale gegen Alexander Melnikow und schied im Achtelfinale bei den Olympischen Spielen 1972 in München gegen Alfonso Zamora aus.
1973 gewann er im Federgewicht mit einem KO-Finalsieg gegen Zoran Jovanović die Europameisterschaft in Belgrad und startete 1974 bei der ersten Weltmeisterschaft in Havanna, wo er im Achtelfinale gegen den Olympiasieger Boris Kusnezow unterlag. Bei der Europameisterschaft 1975 in Katowice verlor er ebenfalls im Achtelfinale mit 2:3 gegen Aschot Awetissjan.
Bei den Olympischen Spielen 1976 in Montreal verlor er im Viertelfinale knapp mit 2:3 gegen Wiktor Rybakow, gewann jedoch 1977 in Halle Gold im Bantamgewicht bei der Europameisterschaft, nachdem er unter anderem Fazlija Šaćirović und Teodor Dinu geschlagen hatte.
Bei der Weltmeisterschaft 1978 in Belgrad gewann er Bronze im Bantamgewicht, nachdem er im Halbfinale gegen den dreifachen Weltmeister Adolfo Horta ausgeschieden war. Bei der Europameisterschaft 1979 in Köln verlor er im Viertelfinale gegen Nikolai Chraptsow.
Nach seiner aktiven Wettkampfkarriere arbeitete er unter anderem als Boxtrainer für den Berliner Boxstall Sauerland Event.

## Darstellung Försters in der bildenden Kunst
- Werner Petzold: Boxer Stefan Förster (1972, Tafelbild; Kunstsammlung der Wismut GmbH, Chemnitz)[13]

## Internationale Erfolge
| Jahr | Platz | Wettbewerb                    | Gewichtsklasse | |
| 1970 | 5.    | Junioren-EM in Miskolc/Ungarn | Bantam         | mit einem Punktsieg über Andrzej Kedzierski, Polen (5:0) u. einer Punktniederlage gegen Dave Needham, England                                                                         |
| 1971 | 5.    | „Fairness“-Turnier in Leipzig | Bantam         | nach einer Punktniederlage im Viertelfinale gegen Roman Gotfryd, Polen |
| 1971 | 9.    | EM in Madrid                  | Bantam         | mit einem Punktsieg über Leslie Pickett, Wales u. einer Punktniederlage gegen Alexander Melnikow, UdSSR                                                                               |
| 1972 | 1.    | Chemie-Pokal in Halle (Saale) | Bantam         | |
| 1972 | 9.    | OS in München                 | Bantam         | mit Punktsiegen über Leslie Hamilton, Kanada (4:1) u. Mayaki Seydou, Nigeria (5:0) u. einer Punktniederlage gegen Alfonso Zamora, Mexiko (0:5)                                        |
| 1973 | 1.    | EM in Belgrad                 | Feder          | mit Punktsiegen über Mehmet Kunova, Türkei (5:0), Kuncho Kunchew, Bulgarien (5:0) u. Gabriel Pometcu, Rumänien (3:2) u. einem KO-Sieg i.d. 1. Runde über Zoran Jovanović, Jugoslawien |
| 1973 | 1.    | TSC-Turnier in Berlin         | Feder          | mit einem Punktsieg im Finale über Hector Lazaro, Kuba |
| 1974 | 1.    | Chemie-Pokal in Halle (Saale) | Feder          | mit einem Punktsieg im Finale über Peter Gath, DDR |
| 1974 | 2.    | Honved-Cup in Budapest        | Feder          | mit einer KO-Niederlage i.d. 2. Runde im Finale gegen Tibor Badari, Ungarn |
| 1974 | 9.    | WM in Havanna                 | Feder          | mit einem TKO-Sieg i.d. 2. Runde über Kenneth Aki Drima, SLE u. einer Punktniederlage gegen Boris Kusnezow, UdSSR                                                                     |
| 1974 | 1.    | TSC-Turnier in Berlin         | Feder          | |
| 1975 | 9.    | EM in Kattowitz               | Feder          | nach einer Punktniederlage im Achtelfinale gegen Ashot Awetisjan, UdSSR |
| 1976 | 1.    | Chemie-Pokal in Halle (Saale) | Bantam         | mit einem Punktsieg im Finale über József Jakab, Ungarn |
| 1976 | 2.    | TSC-Turnier in Berlin         | Bantam         | nach einer Punktniederlage im Finale gegen Alexander Vesninski, UdSSR (2:3) |
| 1976 | 5.    | OS in Montreal                | Bantam         | nach einem Punktsieg über József Jakab (5:0) u. einer Punktniederlage gegen Wiktor Rybakow, UdSSR (2:3)                                                                               |
| 1977 | 1.    | TSC-Turnier in Berlin         | Bantam         | mit einem Punktsieg im Finale über Alexander Vesninski |
| 1977 | 1.    | EM in Halle (Saale)           | Bantam         | mit einem Abbruch-Sieg i.d. 2. Runde über József Jakab u. Punktsiegen über Fazlija Šaćirović, Jugoslawien (5:0), Dimitar Pehliwanow, Bulgarien (3:2) u. Todor Dinu, Rumänien (4:1)    |
| 1978 | 2.    | TSC-Turnier in Berlin         | Bantam         | nach Punktniederlage im Finale gegen Samuel Belford, Kuba (1:4) |
| 1978 | 3.    | WM in Belgrad                 | Bantam         | mit einem kampflosenSieg über Augustin Akera, Uganda u. einem Punktsieg über Nelson Trujillo, Venezuela (4:1) u. einer Punktniederlage gegen Adolfo Horta, Kuba (0:5)                 |
| 1979 | 2.    | Chemie-Pokal in Halle (Saale) | Bantam         | nach Punktniederlage im Finale gegen Hector Lazare, Kuba |
| 1979 | 3.    | TSC-Turnier in Berlin         | Bantam         | bach Punktniederlage im Halbfinale gegen Mario Behrendt, DDR |
| 1979 | 5.    | EM in Köln                    | Bantam         | mit einem Punktsieg über Bulent Angin, Türkei (5:0) u. einer Punktniederlage gegen Nikolai Chrapzow, UdSSR (0:5)                                                                      |

## DDR-Meisterschaften
| Jahr | Platz | Gewichtsklasse | Ergebnis                                                                     |
| 1970 | 3.    | Bantam         | hinter Reinhard Schulz u. Klaus John, bde. TSC Berlin                        |
| 1971 | 1.    | Bantam         | mit einem Sieg im Finale über Dernd Diecke, SC Dynamo Berlin                 |
| 1972 | 1.    | Bantam         | mit einem Sieg im Finale über Christian Zornow, SC Traktor Schwerin          |
| 1973 | 1.    | Feder          | mit einem Sieg im Finale über Hartmut Helmbold, SC Wismut Gera               |
| 1974 | 1.    | Feder          | mit einem Sieg im Finale über Mika, SC Chemie Halle                          |
| 1975 | 1.    | Feder          | mit einem Sieg im Finale über Richard Nowakowski, SC Traktor Schwerin        |
| 1976 | 1.    | Bantam         | mit einem Punktsieg im Finale über Toni David, SC Traktor Schwerin           |
| 1977 | 1.    | Bantam         | mit einem Punktsieg im Finale über Uwe Fox, SC Traktor Schwerin (5:0)        |
| 1978 | 1.    | Bantam         | mit einem Ko-Sieg i.d. 1. Runde über Ulf Graf, ASK Vorwärts Frankfurt (Oder) |

## Länderkämpfe
| Jahr | Ort             | Begegnung             | Gewichtsklasse | Ergebnis                                                 |
| 1970 | Pančevo         | Jugoslawien gegen DDR | Bantam         | Punktniederlage gegen Branislav Mirkovic                 |
| 1971 | Bukarest        | Rumänien gegen DDR    | Bantam         | Punktsieger über Ivan                                    |
| 1971 | Brăila          | Rumänien gegen DDR    | Bantam         | Punktsieger über Ciocoi                                  |
| 1971 | Potsdam         | DDR gegen Polen       | Bantam         | Punktsieger über Jan Kokoschka                           |
| 1971 | London          | England gegen DDR     | Bantam         | Punktniederlage gegen George Turpin                      |
| 1971 | Bournemouth     | England gegen DDR     | Bantam         | Punktsieger über ?                                       |
| 1972 | Mielec          | Polen gegen DDR       | Feder          | Punktsieger über Zygmunt Zbyszewski                      |
| 1972 | Gera            | DDR gegen Rumänien    | Feder          | Punktniederlage gegen Gabriel Pometcu                    |
| 1972 | Erfurt          | DDR gegen Rumänien    | Feder          | Punktsieger über Gabriel Pometcu                         |
| 1973 | ?               | DDR gegen Frankreich  | Feder          | Punktsieger über Serge Thomas                            |
| 1973 | Berlin          | DDR gegen Polen       | Feder          | Punktsieger über Andrzej Jagielski                       |
| 1973 | Dessau          | DDR gegen Polen       | Feder          | Punktniederlage gegen Andrzej Jagielski                  |
| 1973 | Algier          | Algerien gegen DDR    | Feder          | Punktniederlage gegen Allik                              |
| 1973 | Erfurt          | DDR gegen ČSSR        | Feder          | Punktsieger über Ondrej                                  |
| 1974 | Bukarest        | Rumänien gegen DDR    | Feder          | Punktniederlage gegen Gabriel Pometcu                    |
| 1974 | Galați          | Rumänien gegen DDR    | Feder          | Punktniederlage gegen Gheorghe Ciochină                  |
| 1974 | Poznań          | Polen gegen DDR       | Feder          | Punktniederlage gegen Roman Gotfryd                      |
| 1974 | Opole           | Polen gegen DDR       | Feder          | Punktniederlage gegen Kazimierz Przybylski               |
| 1975 | Lagos           | Nigeria gegen DDR     | Feder          | Punktsieger über Eddie Ndukwu                            |
| 1975 | Accra           | Ghana gegen DDR       | Feder          | KO-Sieger 1. Runde über Akushie                          |
| 1975 | Prag            | CSSR gegen DDR        | Feder          | Punktsieger über Tibor Stojka                            |
| 1975 | Karl-Marx-Stadt | DDR gegen Polen       | Feder          | Abbruch-Niederlage i.d. 2. Runde gegen Andrzej Jagielski |
| 1976 | Wrocław         | Polen gegen DDR       | Bantam         | Punktsieger über Ryszard Jagielski (2:1)                 |
| 1976 | Potsdam         | DDR gegen Bulgarien   | Bantam         | Abbruch-Sieger i.d. 3. Runde über Boris Krumow           |
| 1977 | Gera            | DDR gegen Polen       | Bantam         | Punktsieger über Mieczyslaw Massier (3:0)                |
| 1977 | Erfurt          | DDR gegen Polen       | Bantam         | Punktsieger über Mieczyslaw Massier (2:1)                |
| 1978 | Crystal Bay     | USA gegen DDR         | Bantam         | Punktniederlage gegen Rocky Lockridge                    |
| 1978 | Sofia           | Bulgarien gegen DDR   | Bantam         | Punktniederlage gegen Dimitar Pehliwanow                 |
| 1979 | Schwerin        | DDR gegen Uganda      | Bantam         | Punktsieger über Abudu Businge                           |
| 1979 | Crystal Bay     | USA gegen DDR         | Bantam         | Punktniederlage gegen Michael Felde                      |
| 1979 | Burlington      | USA gegen DDR         | Bantam         | Abbruch-Niederlage i.d. 2. Runde gegen Jackie Beard      |